# Protelsonia hungarica
Protelsonia hungarica is een pissebed uit de familie Stenasellidae. De wetenschappelijke naam van de soort is voor het eerst geldig gepubliceerd in 1924 door Méhely.